# Соглашение «Осло II»
Соглашение «Осло II» (также «Временное соглашение по Западному берегу и сектору Газа», или «Осло-2») — ключевое и сложное соглашение в израильско-палестинском мирном процессе. Соглашение было предварительно подписано в Табе в Египте 24 сентября 1995 года и официально 28 сентября 1995 года в Вашингтоне в США. Поскольку соглашение «Осло II» де-факто было подписано в Табе, его иногда называют соглашением Таба.

## История
Соглашение, подписанное в 1993 году в Осло, предусматривало создание палестинского временного самоуправления на палестинских территориях. В соглашении «Осло II» были созданы районы A, B и C на Западном берегу. Палестинской национальной администрации были предоставлены некоторые ограниченные полномочия и ответственность в областях А и В и перспектива переговоров об окончательном урегулировании на основе резолюций 242 и 338 Совета Безопасности.
Соглашение «Осло II» было впервые подписано в Табе (на Синайском полуострове, Египет) Израилем и ООП 24 сентября 1995 года, а затем четыре дня спустя, 28 сентября 1995 года, премьер-министром Израиля Ицхаком Рабином и председателем ООП Ясиром Арафатом и засвидетельствовано президентом США Биллом Клинтоном, а также представителями России, Египта, Иордании, Норвегии и Европейского союза в Вашингтоне, округ Колумбия.

## Суть соглашения
Соглашение построено на фундаменте первоначального Соглашения «Осло I», официально называемого «Декларацией принципов о временных мерах по самоуправлению», которое было официально подписано 13 сентября 1993 года Израилем и ООП при рукопожатии премьер-министра Рабина и председателя Арафата в Вашингтоне, округ Колумбия, и официально засвидетельствовано Соединенными Штатами Америки и Россией.
Соглашение «Осло II» заменяет собой три предыдущих соглашения:
- Каирское соглашение от 4 мая 1994 года
- Соглашение о предварительной передаче полномочий и ответственности между Израилем и ООП (Осло I) от 29 августа 1994 года
- Протокол о дальнейшей передаче полномочий и ответственности от 27 августа 1995 года

Соглашение «Осло II» называется временным соглашением, поскольку предполагалось, что оно станет основой для последующих переговоров и предварительным этапом окончательного всеобъемлющего мирного соглашения. После Осло II было заключено несколько дополнительных соглашений, но переговоры не привели к окончательному мирному соглашению.
План «Дорожная карта» 2002 года отказался от соглашений, заключенных в Осло, и предусматривал довольно свободную схему вывода войск.